# Gorge cœur ventre
Pour plus de détails, voir Fiche technique et Distribution.
Gorge cœur ventre est un film français réalisé par Maud Alpi et sorti en 2016.
Il a remporté le Prix Louis-Delluc du premier film en 2016, et a été nommé au Prix Lumières du meilleur premier film.
Le titre est emprunté à un poème de Pasolini.

## Synopsis
Le film est tourné comme un documentaire, et met en scène un jeune homme embauché dans un abattoir. Son chien découvre avec lui cet univers effrayant.

## Fiche technique
- Réalisation : Maud Alpi
- Scénario : Maud Alpi, Baptiste Boulba
- Photographie : Jonathan Ricquebourg
- Costumes : Carole Pochard
- Lieu de tournage : Grenoble
- Montage : Laurence Larre
- Durée : 82 minutes
- Date de sortie : 16 novembre 2016

## Distribution
Par ordre d'apparition
- Boston :  le chien
- Virgile Hanrot : Thomas
- Dimitri Buchenet : Joachim
- Giulia Cortese
- Sébastien Spagagne

## Critiques
Pour les Inrocks, « Ce qui marque surtout, c’est le caractère apocalyptique, désertifié du film : comme si l’abattoir tuait à vide, tournait pour rien ».  Pour Le Monde, « La jeune cinéaste est habitée d’une flamme, brûlante d’indignation et de compassion, qui donne au film une intensité contagieuse ». Pour Télérama, « la jeune cinéaste a du talent ».

## Distinctions
- Prix Louis-Delluc du premier film en 2016
- Nommé pour le Prix Lumières du meilleur premier film
- Nommé au Festival international du film de Locarno[4]